# Липкуватівка
Липкува́тівка — село в Україні, у складі Нововодолазької селищної громади Харківського району Харківської області. Населення становить 528 осіб. Колишній (до 2020) орган місцевого самоврядування — Бірківська селищна рада. Колишній орган місцевого самоуправління — Бірківська селищна рада.

## Географія

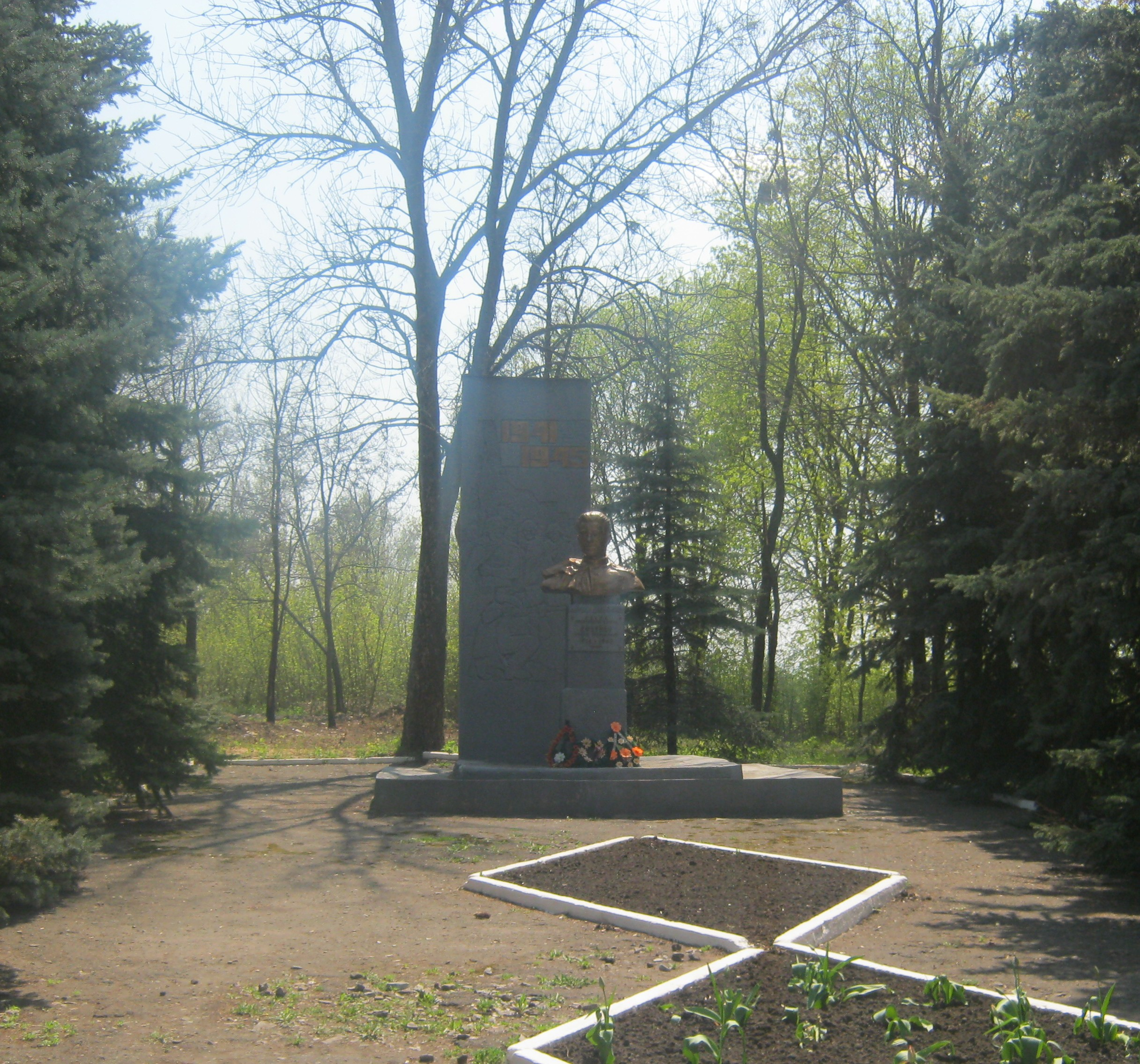
Пам'ятник Й. Т. Доценку

Село Липкуватівка лежить на правому березі річки Джгун. Вище за течією на відстані 2 км розташоване смт Бірки, нижче за течією примикає село Нова Мерефа. У селі є каскад із трьох ставків. На відстані 2 км — залізнична станція Липкуватівка.

## Історія
12 червня 2020 року, розпорядженням Кабінету Міністрів України № 725-р «Про визначення адміністративних центрів та затвердження територій територіальних громад Харківської області», увійшло до складу Нововодолазької селищної громади.
19 липня 2020 року, внаслідок адміністративно-територіальної реформи та ліквідації Нововодолазького району, село увійшло до складу новоутвореного Харківського району.

## Економіка
- Приватне підприємство «МЕГАБУД ЛАД».

## Об'єкти соціальної сфери
- Середня загальноосвітня школа I—III ступенів.
- Липковатівський аграрний коледж.
- Амбулаторія сімейної медицини.

## Релігія
- Церква Миколи Чудотворця.

## Спорт
Команда з хокею з м'ячем:

## Постаті
- Янголенко Сергій Олександрович (1975—2022) — майор поліції. Учасник російсько-української війни.
- Луцишин Антон Юрійович — 24 роки. Учасник російсько-української війни, кавалер ордена «За мужність» III ступеня (посмертно) [4][5].